# Ко се боји духа још?
Ко се боји духа још? (енгл. The Frighteners − у буквалном преводу Застрашивачи) је америчка хорор комедија из 1996. године режисера Питера Џексона, са Мајкл Џеј Фоксом, Трини Алварадо, Питером Добсоном, Џимом Фајфом, Чијем Мекбрајдом, Џефријем Кумсом, Џејком Бјусијем и Ди Волас у главним улогама. У центру радње налази се Френк Банистер, бивши архитекта, а сада истеривач духова који своје способности комуникације са њима у почетку користи за обмањивање људи како би зарадио новац за живот, међутим Френк ће ускоро морати да се суочи са претњом која је опаснија од било ког духа.
Џексон и Волш су идеју за сценарио овог филма добили током фазе писања сценарија за филм Небеска створења из 1994. године. Извршни продуцент Роберт Земекис ангажовао је двојац да напише сценарио, са првобитном намером да он режира филм тако да представља спин-оф серије Приче из гробница , међутим касније, пошто су му претходно Џексон и Волш показали прве нацрте за филм, Земекис се предомислио и одредио Џексона да режира филм. 
Снимање филма је започето 14. маја 1995. године, док је завршено 16. новембра исте године, што представља један од најдужих распореда снимања које је Universal Pictures одобрио. Филм је по одлуци Питера Џексона у потпуности снимљен на Новом Зеланду, тачније већи део је снимљен у Велингтону, док су поједине сцене снимљене у Лителтону.
Премијерно је објављен у бископима САД 17. јула 1996. године. Филм са укупном зарадом од 29,3 милиона $, представља потпуно разочарање у финансијском погледу , а лоша зарада филма се приписује углавном доброј конкуренцији на биоскопским благајнама у то време, као што је на пример Дан независности . Неколико година касније, пошто је филм пуштен у дистрибуцију, Џексон је изјавио да је главни разлог слабе зараде била лоша маркетиншка кампања, првенствено постер који према његовим речима није имао шта да каже о филму.
Упркос лошој заради, реакције публике и критичара биле су углавном позитивне 
, а филм је био номинован за неколико значајних награда, уклучујући Награду Сатурн за најбољи хорор филм године, Награду Сатурн за најбољег глумца (Мајкл Џеј Фокс), Награду Сатурн за најбољу споредну мушку улогу (Џефри Кумс) и Награду сатурн за најбољег редитеља (Питер Џексон).

## Радња
Након што је пре 5 година преживео тешку саобраћајну несрећу у којој је живот изгубила његова супруга, Френк Банистер више није исти човек. Наиме, он поседује способност да види духове и да комуницира са њима. Одлучан да почне живот из почетка, оставио је сигуран посао архитекте и свој пројекат на кући из снова иза себе, и уз помоћ својих новостечених моћи и пријатеља - духова, Френк је започео лукав подухват. 
Он ангажује духове да опседају куће у њиховом граду и испрепадају укућане, како би потом наступио као „истеривач духова”. За ослобађање укућана од непожељних гостију, уз велику захвалност, он добија и велике количине новца. Френкова превара одлично функционише, све док један моћни дух убице не крене у свој убилачки поход, приморавајући га да пронађе начин да га заустави. Сада ће Френк, удружен са три доброћудна духа, морати да стане на пут дивљања духа погубљеног убице, како би заувек зауставио његов убилачки поход.

## Улоге
| Глумац           | Улога                   |
| ---------------- | ----------------------- |
| Мајкл Џеј Фокс   | Френк Банистер          |
| Трини Алварадо   | др. Луси Лински         |
| Питер Добсон     | Реј Лински              |
| Џим Фајф         | Стјуарт                 |
| Чи Мекбрајд      | Сајрус                  |
| Џефри Кумс       | Милтон Дамерс           |
| Џејк Бјуси       | Џони Бартлет            |
| Ди Волас         | Патриша Бредли          |
| Џон Астин        | Јуџ                     |
| Трој Еванс       | шериф Пери              |
| Џулијана Макарти | гђа. Бредли             |
| Р. Ли Ерми       | Хајлс                   |
| Елизабет Хоторн  | Магда Рис-Џоунс         |
| Анџела Блумфилд  | Дебра Банистер          |
| Дезмонд Кели     | Хари Синклер            |
| Никола Клиф      | Патриша (као девојчица) |
| Геновева Весткот | ТВ репортер             |
| Питер Џексон     | камео улога             |